# Stazione di San Benigno Canavese
La stazione di San Benigno Canavese è una stazione ferroviaria della ferrovia Canavesana. Serve il comune di San Benigno Canavese, nella città metropolitana di Torino.
Precedentemente gestita dal Gruppo Torinese Trasporti (GTT), dal 1 gennaio 2024 è gestita da Rete Ferroviaria Italiana (RFI).

## Strutture e impianti
Il piazzale è composto da due binari e da un terzo tronco.

## Movimento
La stazione è servita da treni regionali in servizio sulla relazione denominata linea 1 del Servizio Ferroviario Metropolitano di Torino, operati da Trenitalia nell'ambito del contratto di servizio stipulato con la Regione Piemonte.

## Servizi
La stazione dispone di:
- Sala di attesa
- Parcheggio
- Autolinee GTT